# 203e régiment d'infanterie
Le 203e régiment d'infanterie (203e RI) est un régiment d'infanterie de l'Armée de terre française, créé en 1914 avec les bataillons de réserve du 3e régiment d'infanterie. Dissout en 1918 pendant la Première Guerre mondiale, il est réactivé en 1939-1940 pendant la Seconde Guerre mondiale.

## Création et différentes dénominations
- En 1794, une 203e demi-brigade de première formation est créé sous la Révolution et disparaît en 1796.

- août 1914 : formation du 203e régiment d'infanterie
- 1er juin 1916 : Création d'un 3e bataillon à la suite de la dissolution du 304e régiment d'infanterie. Le 5e bataillon du 304e régiment d'infanterie devient le 4e bataillon du 203e RI.
- 29 juillet 1918 : le 203e RI est dissous.
- 1939 : formation du 203e régiment d'infanterie alpine
- 1940 : dissolution

## Chefs de corps

### Campagne 1914-1918
Août 1914 - Octobre 1914 : Lieutenant-colonel Duvaux.
Novembre 1914 - Avril 1915 : Lieutenant-colonel Durand.
Mai 1915 - Juillet 1918 : Lieutenant-colonel Lion, promu colonel en février 1918.

### Campagne 1939-1940
1939-1940 : Lieutenant-colonel Rémy.

## Historique des garnisons, combats et batailles du203eRI

### Première Guerre mondiale
Affectations : casernement Digne puis Hyères, 130e Brigade d'Infanterie, 15e Région, 65e Division d'Infanterie d'août 1914 à novembre 1918.

#### 1914
La retraite des IIIe et IVe Armées...Bataille de la Marne...

#### 1915
Les Eparges, La Woëvre, Meuse...Hauts-de-Meuse...

#### 1916
- Bataille de Verdun (juin - décembre 1916)
  - Mort-Homme
  - Tranchées Boivin
  - Cottin

#### 1917
- Argonne (janvier à septembre 1917).
- Front d'Italie (novembre 1917).

#### 1918
- Front d'Italie (novembre 1917 à mars 1918).
- Somme (mars à mai 1918), combats du Bois de Gaune (mai 1918)
- Le 29 juillet 1918 le 203e R.I est dissous.

### Seconde Guerre mondiale
De réserve B, le régiment est reformé le 11 septembre 1939 par le CMI no 154 à Orange, sous le nom de 203e régiment d'infanterie alpine. Il est sous les ordres du lieutenant-colonel Rémy, il appartient à la 65e division d'infanterie alpine. Ses IVe et Ve bataillons sont à l'organe H de la défense du Littoral.

## Drapeau
Il porte, cousues en lettres d'or dans ses plis, les inscriptions suivantes :
- Woëvre 1915
- Verdun 1916

## Décorations décernées au régiment
Pas de citations du régiment à l'ordre de l'Armée, mais il y a eu plusieurs citations de bataillons.
Extrait de l'historique du 203e RI page 16 : "Arrivé sur le sol italien à un moment critique, le 203e a contribué pour sa part à arrêter l'avance de l'ennemi et à rétablir la situation. Tous ont acquis le droit au port de l'insigne des fatigues de guerre (it), que la nation italienne attribue en signe de reconnaissance à ceux qui ont défendu son sol."

## Sources et bibliographie
- Service historique de la Défense
- Serge Andolenko, Recueil d'historiques de l'infanterie française, Eurimprim, 1969.